# Penseelstaartslaapmuis
De penseelstaartslaapmuis (Graphiurus murinus)  is een zoogdier uit de familie van de slaapmuizen (Gliridae). De wetenschappelijke naam van de soort werd voor het eerst geldig gepubliceerd door Desmarest in 1822.